# Sibusiso Moyo
Pour les articles homonymes, voir Moyo.
Sibusiso Moyo, né en 1960 et mort le 20 janvier 2021, est un major général de l'armée nationale du Zimbabwe, ministre des Affaires étrangères de 2017 à 2021.

## Biographie

### Carrière dans l'armée
Le brigadier général Sibusiso Moyo est promu major-général par le président Robert Mugabe en janvier 2016.

### Coup d’État de 2017
Le 15 novembre 2017, à la suite de l'assignation à résidence de Mugabe la veille, Moyo fait une déclaration sur les ondes de la télévision publique ZBC, niant qu'un coup d’État avait eu lieu, déclarant que « le président … et sa famille sont sains et saufs et que leur sécurité est assurée » et que l'armée « cible seulement les criminels proches [de Mugabe] qui commettent des crimes … causant des souffrances sociales et économiques au pays ». Moyo ajoute que « dès que nous aurons accompli notre mission, nous espérons que la situation redeviendra normale ».

### Carrière ministérielle
Le 30 novembre, il est nommé ministre des Affaires étrangères par le président Emmerson Mnangagwa.
Il demeure ministre jusqu'à son décès du COVID 19 le 20 janvier 2021

## Sources
- (en) Cet article est partiellement ou en totalité issu de l’article de Wikipédia en anglais intitulé « Sibusiso Moyo » (voir la liste des auteurs).